# Capparis sprucei
Capparis sprucei  es una especie botánica de planta con flor en la familia de las Capparaceae. 
Es endémica de Brasil y del Perú.  Está amenazada por pérdida de hábitat. 

## Taxonomía
Capparis sprucei fue descrito por  August Wilhelm Eichler  y publicado en Flora Brasiliensis 13(1): 281. 1865.
Etimología
Capparis: nombre genérico que procede del griego: kapparis que es el nombre de la alcaparra.
sprucei: epíteto otorgado en honor del botánico Richard Spruce.
Sinónimos
- Capparidastrum sprucei (Eichler) Hutch.
- Capparis petiolaris subsp. sprucei (Eichler) H.H. Iltis	[4]